# Ogrezea, Argeș
Ogrezea este un sat în comuna Stâlpeni din județul Argeș, Muntenia, România.